# مقاطعة غرمي
مقاطعة غرمي (بالفارسية: شهرستان گرمی) هي مقاطعة تقع في أردبيل في إيران. يقدر عدد سكانها بـ 89,248 نسمة .